# 斎藤銀次郎
斎藤 銀次郎（さいとう ぎんじろう、1904年〈明治37年〉10月7日- 1979年〈昭和54年〉12月15日）は、将棋棋士。石井秀吉七段門下。

## 経歴
1904年、東京府（現：東京都）で生まれる。
1927年に二段で石井秀吉に入門。1929年（昭和4年）に四段。
1937年（昭和12年）に八段。第2期名人戦（1937年 - 1940年）から八段リーグに参加し、第1期順位戦（1947年）ではA級に参加。1965年（昭和40年）に引退。
引退後の1966年8月20日に、「一身上の都合」により日本将棋連盟を退会した。借金癖があり将棋連盟に多数の苦情が寄せられる事態となったため、退会か除名かを選ぶよう将棋連盟に迫られての自主退会であったとされる。
1979年（昭和54年）12月15日に脳軟化症で死去。75歳没。斎藤の死去は毎日新聞や将棋世界で報じられた。

## 弟子
弟子に平野広吉七段がいた。平野門下には所司和晴がおり、所司門下の渡辺明（永世竜王・永世棋王資格者）をはじめとする多数の棋士・女流棋士は、斎藤の曽孫弟子となる。
斎藤の弟子にはもう一人関口慎吾六段（贈七段、1918年2月25日 - 1945年2月18日）がいた。関口は棋才を高く評価されていたが、日中戦争と太平洋戦争でそれぞれ召集を受け、1945年にニューギニア戦線で戦病死した。
2020年現在、日本将棋連盟公式サイトの「棋士データベース 七段 平野広吉」に「師匠：（故）斉藤銀次郎八段」とあり、僅かながら斎藤の名前と段位呼称が残っている。

## 昇段履歴
- 1927年 二段で石井秀吉に入門[6]
- 1928年 三段[6]
- 1929年 四段[6]
- 1931年 五段[6]
- 1933年 六段[6]
- 1934年 七段[6]
- 1937年 八段[6]
- 1965年 引退[5]
- 1966年 日本将棋連盟を退会[3][4]

## 編著書
- 斎藤銀次郎（編）『東京都三多摩地方将棋愛棋家名鑑』、1960年。[13]
  - 東京都多摩地域のアマチュア有段者の段位と住所を記した名鑑。
  - 余白ページに「将棋教室」というコーナーがあり、複数の将棋棋士が分担執筆している。執筆者は大山康晴、二上達也、原田泰夫、加藤博二、山本武雄、建部和歌夫、および斎藤銀次郎[14]。また木村義雄、萩原淳、および斎藤銀次郎の出題による詰将棋も掲載されている[14]。
  - 巻頭には斎藤の挨拶とともに、加藤治郎日本将棋連盟会長（当時）と木村義雄十四世名人の推奨文[15]が掲載されている。

- 斎藤銀次郎（編）『将棋紳士録』、1965年（第1版）-1977年（第13版）。[16]
  - 日本全国のアマチュア有段者の段位と住所を記した名鑑。
  - 余白ページには斎藤による棋譜解説や随筆、詰将棋などが掲載されている[17]。
  - 1977年版（第13版）の斎藤の巻頭言[6]によれば、初出版は1965年で、以降1977年まで毎年出版していたという[6]。この1977年版巻頭言で斎藤は、自身の健康状態の悪化のため「今回の第13回刊行を以て、本誌の発行に終止符を打たざるを得ぬかと存じております」[6]と述べている。
  - また斎藤は1977年版の巻頭言で、1965年の初出版時には日本将棋連盟の一部から反対を受けたとも述べている[6]。